# Fileanta caterythra
Fileanta caterythra är en stekelart som beskrevs av Townes, Momoi och Henry Keith Townes, Jr. 1965. Fileanta caterythra ingår i släktet Fileanta och familjen brokparasitsteklar. Inga underarter finns listade i Catalogue of Life.